# Usłysz wołanie
Usłysz wołanie – drugi album zespołu Boys, wydany w kwietniu 1992 roku przez firmę Blue Star. Kaseta różniąca się już brzmieniowo od pierwszej, a nagrywana była w studio S3 w gmachu TVP przy ul. Woronicza w W-wie. Piosenka Usłysz wołanie gościła bardzo długo na pierwszym miejscu na różnych listach przebojów w Polsce.
W realizacji materiału brał udział Witold Mix. W 2008 roku KM-Music wydało reedycję albumu na płycie kompaktowej

## Lista utworów
1. "Inna dziewczyna"
2. "Anulka"
3. "Miłość bez przyszłości"
4. "Miłość"
5. "Chciałbym"
6. "To błąd"
7. "Wracaj"
8. "Teściowa"
9. "Zabawa we wsi"
10. "Usłysz wołanie"